# Церковь Михаила Архангела (Курапово)
Церковь Михаила Архангела — православный храм Елецкой епархии Русской Православной церкви, расположенный в селе Курапово Лебедянского района Липецкой области.

## История
История Архангельского храма началась в 1859 году с постройки деревянной церкви, которая длилась почти полвека. Церковь была отнесена к Димитриевскому храму села Троекурово. Со временем здание церкви пришло в упадок, и его пришлось отстраивать заново. Было решено полностью снести деревянное строение и возвести на его месте одноэтажный храм из красного кирпича.
Строительство нового каменного храма началось в 1908 году и длилось девять лет. Церковь построена на средства, собранные прихожанами и щедрые пожертвования местных ремесленников и купцов.
Открытие нового храма приобрело свой приход. Главный и единственный престол был освещен во имя Архангела Михаила. Над главным входом в храм на втором ярусе располагалась небольшая колокольня.
В начале XX века. было разрушено большое количество церквей и соборов. Так Архангельская церковь в 1923 году была разрушена. Первым делом сняли все кресты и колокольчики для плавки в металл. Были разрушены колокольня и главный купол. Большевики согнали местных жителей к церкви и устроили костер прямо перед входом, в котором сожгли иконостас, церковную утварь и книги. Некоторые иконы местные жители сохранили, скрывая их до лучших времен.
По историческим данным и памяти жителей села известно, что с 1927 по 1937 год в приходе служил отец Василий Генерозов, осужденный на 10 лет и отбывший наказание в исправительно-трудовом лагере. 07.10.1981.
В советское время здание трапезной храма было отдано под сельский клуб. Здесь показывали фильмы, устраивали культурные мероприятия и дискотеки. А в основной части храма, где были алтарь и престол, они использовали его как склад.
В 2010 году Кураповская деревенская церковь Деревенский клуб по просьбе архимандрита Иосифа (Пальчикова), духовного отца Троекуровского монастыря, и с помощью главы Троекуровской сельской администрации А. А. Беляевой переехал в здание, которое раньше было начальной школой и библиотека.
В 90-х годах прошлого века произошло то, что сейчас все называют религиозным возрождением. Активно возрождаются церкви и монастыри. С помощью местных властей и меценатов начали усиленно восстанавливать Троекуров монастырь.
В 2015 году наконец-то начался первый этап реконструкции и реставрации Кураповской церкви. Над главным входом возвели небольшую церковную колокольню и установили крест. Заменена арматура, внутри укреплена часть крыши, своды здания и стены.
В этом 2017 году, на теплое время намечен этап по восстановлению главного купола церкви.
12 апреля 2017 года в Великую среду Высокопреосвященнейший Епископ Елецкий и Лебедянский Максим в сопровождении духовика Троекуровского Свято-Димитриевского Иларионовского монастыря архимандрита Иосифа (Пальчикова) ознакомился с ходом работ по реставрации Архангела Михаила. Церковь в селе Курапово.
В настоящее время продолжается восстановление храма. Он постепенно приобретает благолепный вид. Но главное верить и продолжать начатое дело.